# Haanja
Haanja (en võro, Haani; alemán, Hahnshof) es una localidad rural en el condado de Võru, Estonia meridional, el centro administrativo de la parroquia de Haanja, que tiene, además de la capital, otras 91 localidades.

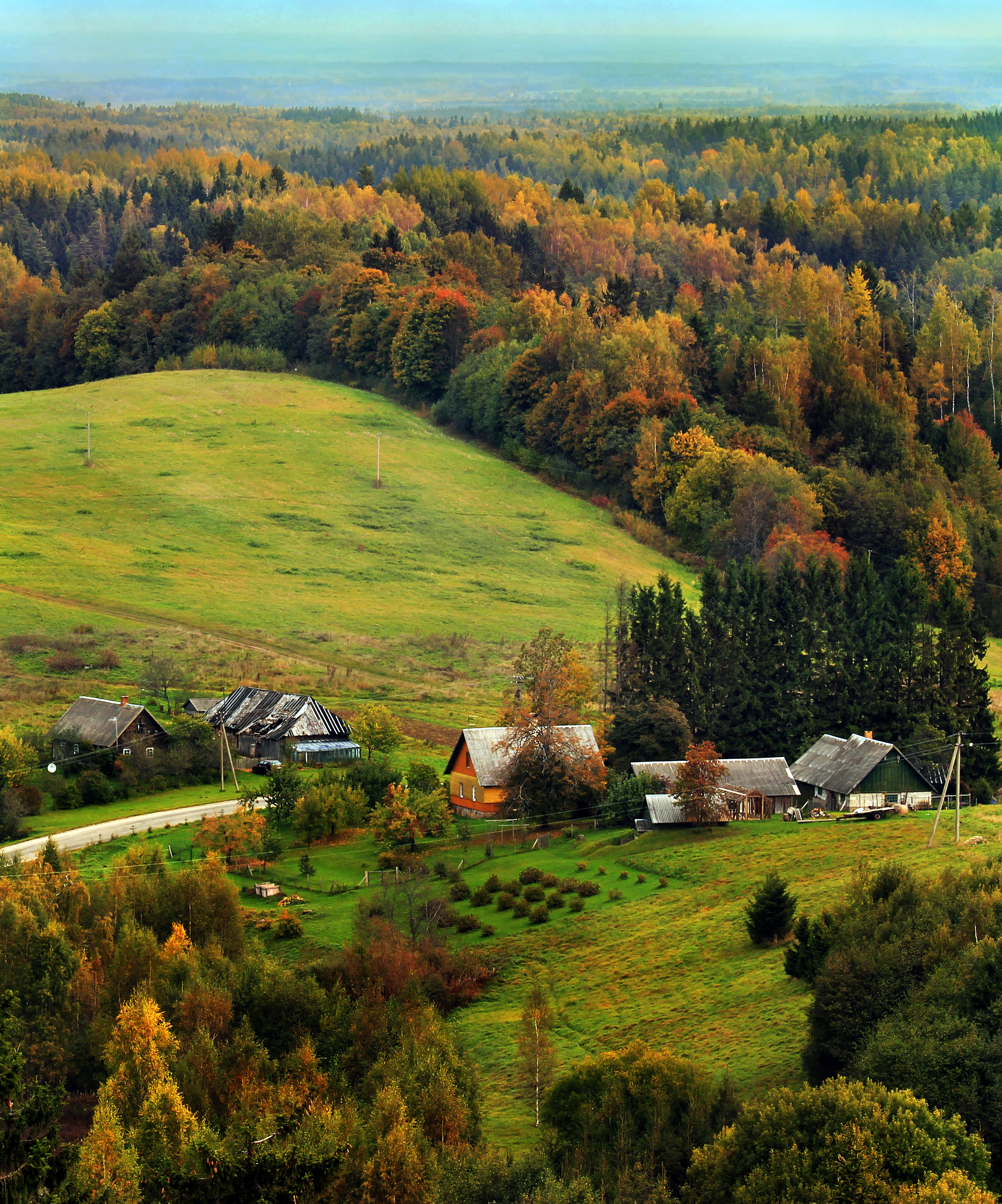